# Телескоп Якобуса Каптейна
Телескоп Якобуса Каптейна (англ. Jacobus Kapteyn Telescope, JKT) — 1-метровий оптичний телескоп, названий на честь голландського астронома Якобуса Каптейна (1851-1922). Належить до групи телескопів Ісаака Ньютона в обсерваторії Роке-де-лос-Мучачос на острові Ла-Пальма з архіпелагу Канарських островів в Іспанії. Працював в 1984-2003 роках, в 2003-2014 мало використовувався, з 2015 працює як роботизований телескоп.

## Історія

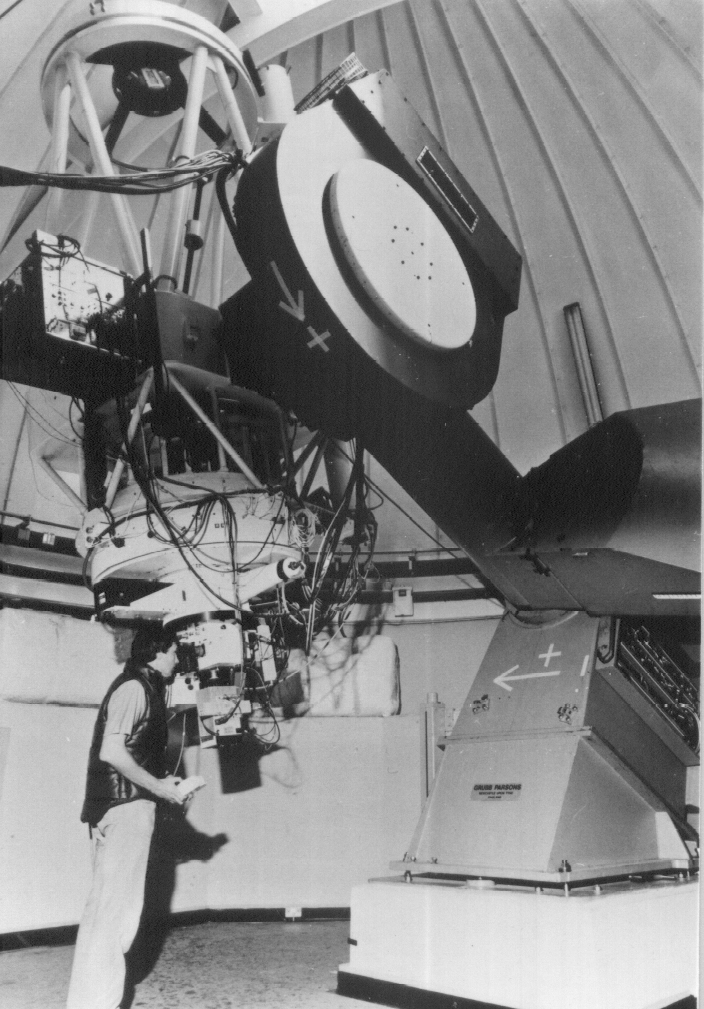
Спостереження в телескоп, 1985 рік

Будівництво Телескопа Якобуса Каптейна фінансувалося спільно Нідерландами та Великою Британією. Воно планувалося протягом 1970-х років, було завершено в 1983 році, а перша фотопластинка була відзнята в березні 1984 року.
Перевершений за якістю новішими та більшими телескопами, Телескоп Якобуса Каптейна у серпні 2003 року припинив свою програму спостережень.
З 2014 року телескоп належить Інституту астрофізики Канарських островів (IAC) і управляється Південносхідною асоціацією досліджень в астрономії (SARA), яка модернізувала телескоп як дистанційно керовану обсерваторію (під внутрішнім позначенням SARA-RM). Перші нові спостереження в цьому режимі були проведені у квітні 2016 року.